# Amt Quakenbrück
Das Amt Quakenbrück war ein historisches Verwaltungsgebiet des Königreichs Hannover.

## Geschichte
Das Amt Quakenbrück wurde durch Verordnung vom 7. August 1852 aus Teilen des bisherigen Amts Bersenbrück gebildet. Die Abspaltung wurde bereits 1859 wieder revidiert.